# Ferrari 208 GTB/GTS Turbo
 (novembre 2017).
Si vous disposez d'ouvrages ou d'articles de référence ou si vous connaissez des sites web de qualité traitant du thème abordé ici, merci de compléter l'article en donnant les références utiles à sa vérifiabilité et en les liant à la section « Notes et références ».
La Ferrari 208 GTB Turbo, apparue en 1982, est une déclinaison suralimentée en V8 Turbo de la Ferrari 208 GTB, présentée en 1980. C'est la variante coupé deux places de la 308 GTB/GTS, destinée exclusivement au marché italien.
C'est la première voiture turbo de route de l'histoire de Ferrari.
Pour comparaison, le moteur V8 2L Turbo de la 208 GTB Turbo présente la même cylindrée unitaire que le V12 3L de la célèbre 250 GTO.

## Historique
Développant d'origine 155 chevaux et 170 chevaux sur la 208 GT/4 en version V8 atmosphérique, la 208 GTB, jugée peu puissante à l'époque, se décline à partir de 1982 en une version suralimentée par turbo de 220 ch, appelée 208 GTB Turbo.
Déjà bien ancrée dans la sphère de la Formule 1 par la victoire au Championnat du Monde de 1981 avec le moteur 1,5 Twin Turbo Charged Ferrari 126 CK, la turbo compression a été appliquée pour la toute première fois aux voitures de série sur la 208 GTB Turbo, dévoilée lors du salon automobile de Turin en 1982. Le moteur F106 D V8 de 2 000 cm3 16 soupapes suralimenté par un Turbo KKK fournit une injection de puissance considérable, qui a radicalement transformé son caractère initial, apportant une superbe accélération impensable sur une voiture de cette cylindrée en 1982.
Aussi, cette transformation permet de suite à Ferrari de revenir aux avant-postes et de distancer la concurrence : pour exemples, une Porsche 911 développe 204 ch en 6 cylindres à plat atmosphérique et une Maserati de l'époque 180 ch en V6.
Les performances font donc un bond en avant avec l'adoption de l'injection mécanique et l'arrivée d'un turbocompresseur, essentiel à la suralimentation. C'est une véritable évolution que Ferrari apporte à cette Berlinette.
De fait, elle redevient en 1982, grâce à la turbo compression, leader du segment. Elle est beaucoup plus puissante, plus agile, plus légère, nettement moins gourmande en consommation que toute la concurrence et bien plus rapide en accélération que la 308 GTB développée pour le reste du monde.
Encore abordable à l'achat pour une Ferrari rare et avant-gardiste, cette 208 GTB Turbo, à la sonorité du V8 magnifique, n'a rien perdu de sa beauté qui est l'œuvre de Pininfarina, le célèbre carrossier italien. Elle reste un engin particulièrement radical, très performant et puissant à la conduite pimentée qui se distingue sportivement des 208 et de la 308 GTB/GTS notamment par une rangée de lames noires satinées sur le capot, des prises d'air NACA sur les flancs, un pare-chocs avant Course, un amortissement sport, un châssis surbaissé, un pare-chocs arrière segmenté et aéré ainsi qu'un aileron.
Enfin, les avantages du moteur V8 Turbo sont sa grande fiabilité et son coût d’entretien très raisonnable en raison de sa distribution latérale.
Elle est la première Ferrari Turbo Stradale construite sous l'ère de Enzo Ferrari et compte seulement 437 exemplaires ; dont quelques-uns numérotés extrêmement recherchés.
Sa technologie sera reprise par la suite sur la Ferrari 288 GTO ainsi que sur la célèbre F40 notamment.
Elle sera remplacée début 1986 par le duo de modèles Ferrari GTB Turbo et GTS Turbo, qui reprennent sa mécanique dans le châssis et la carrosserie modernisés de la Ferrari 328.

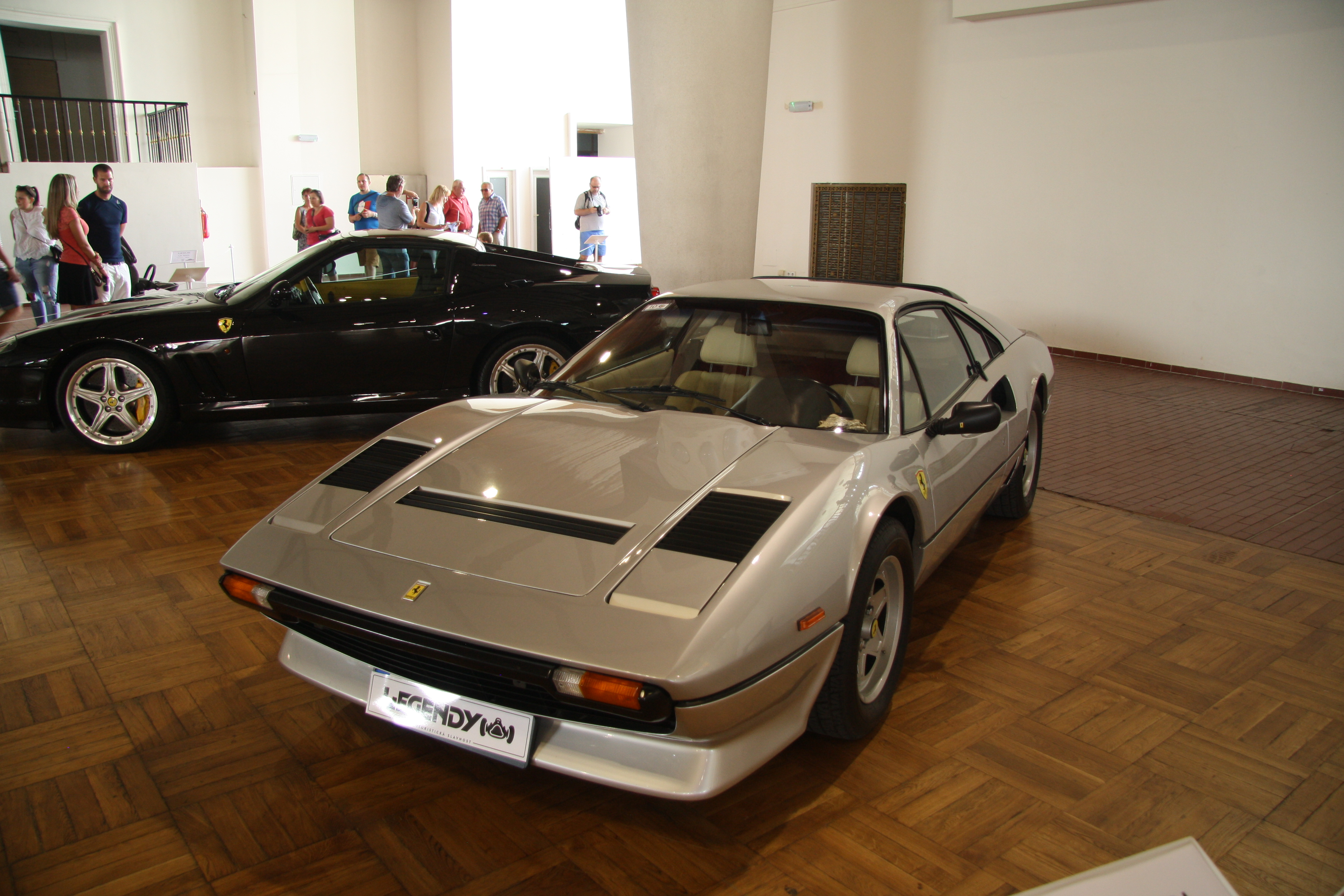
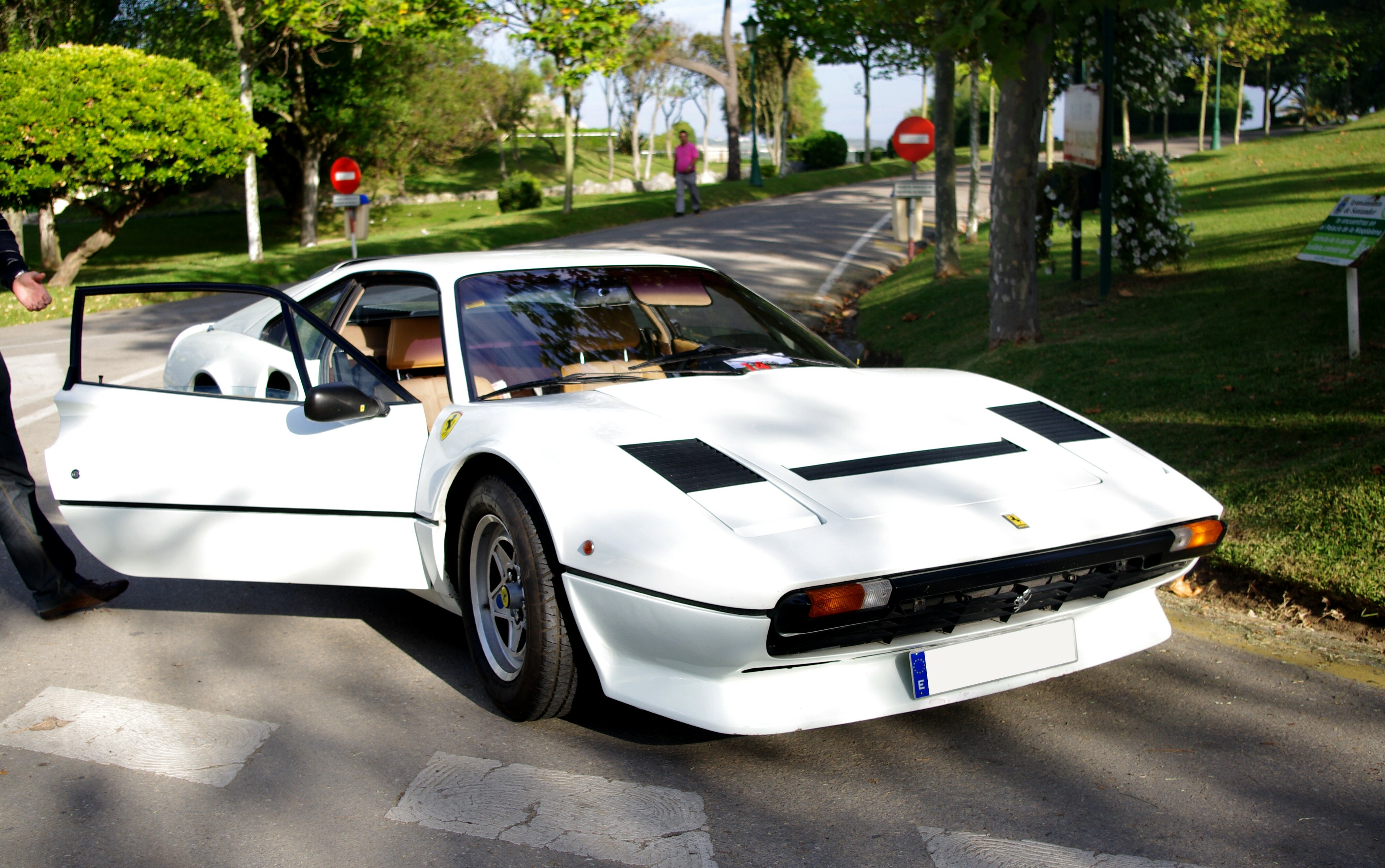
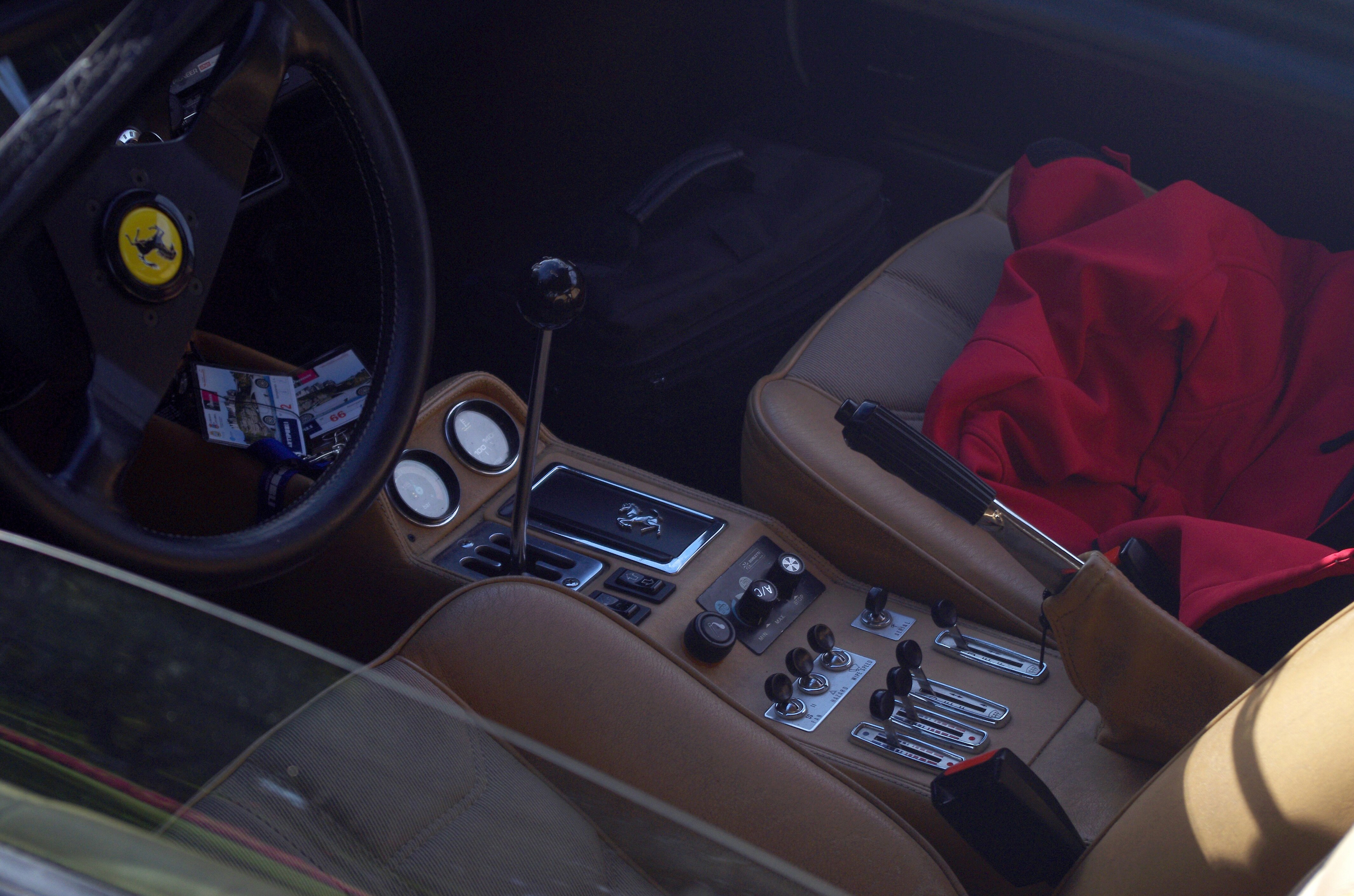
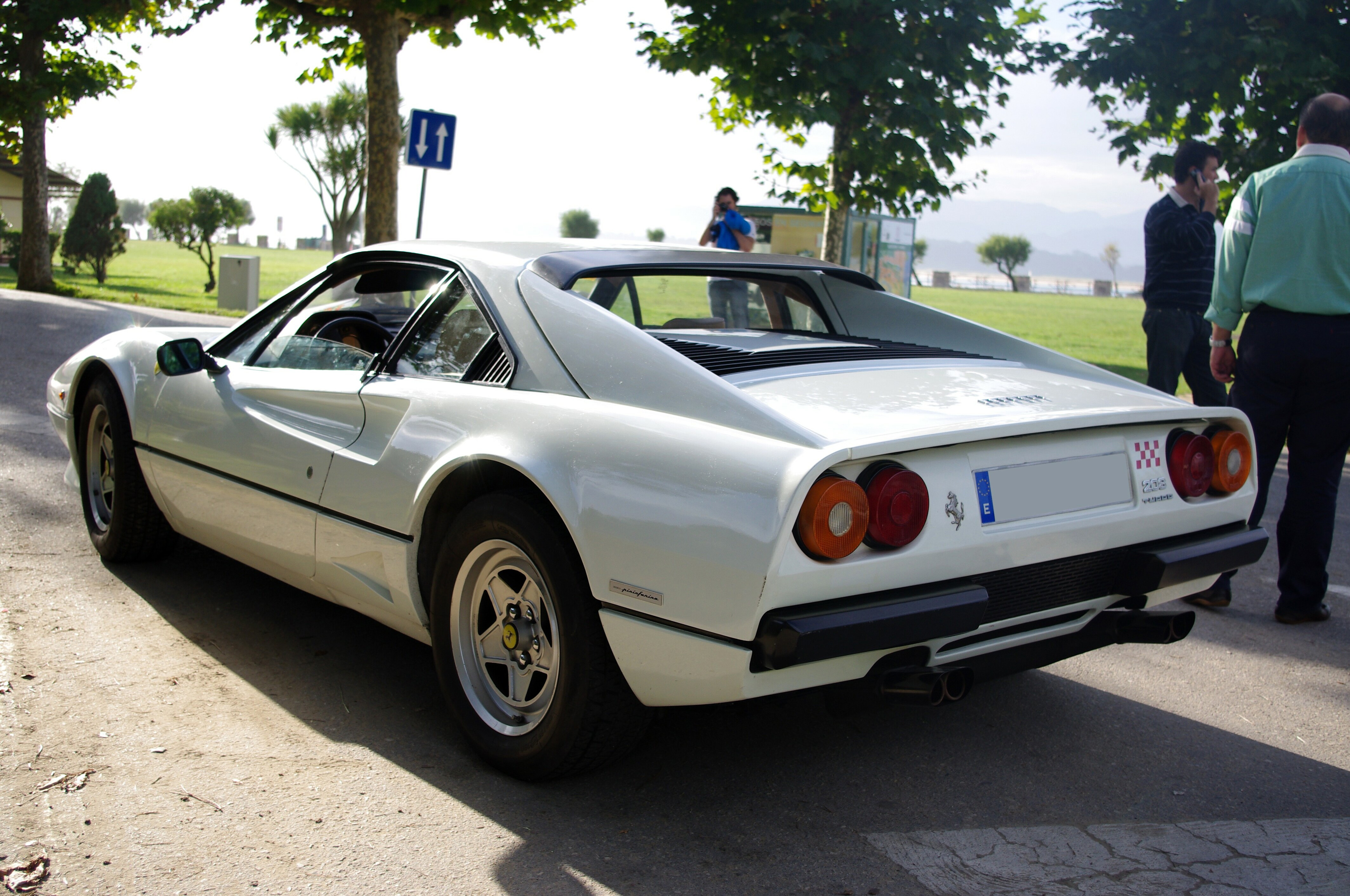
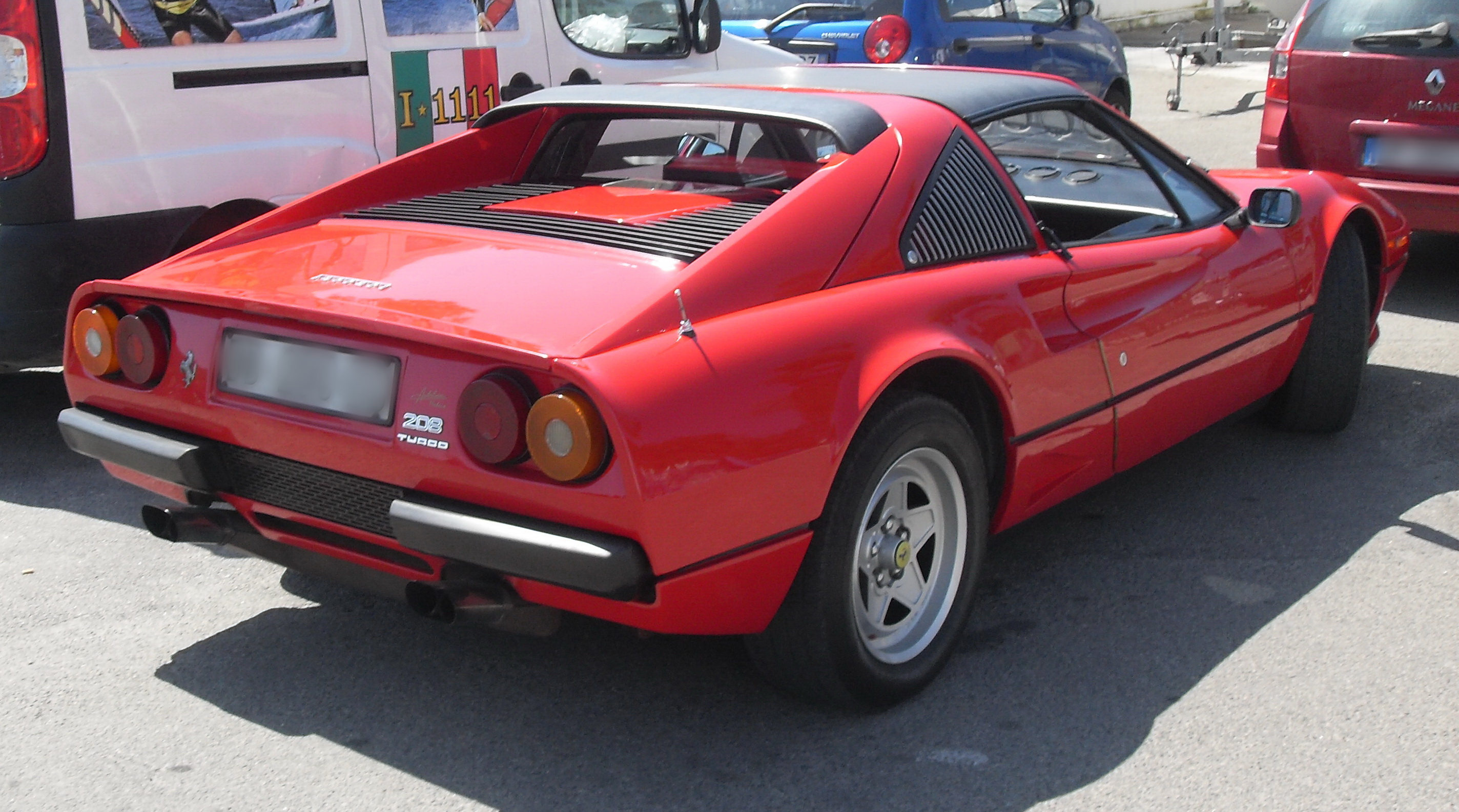
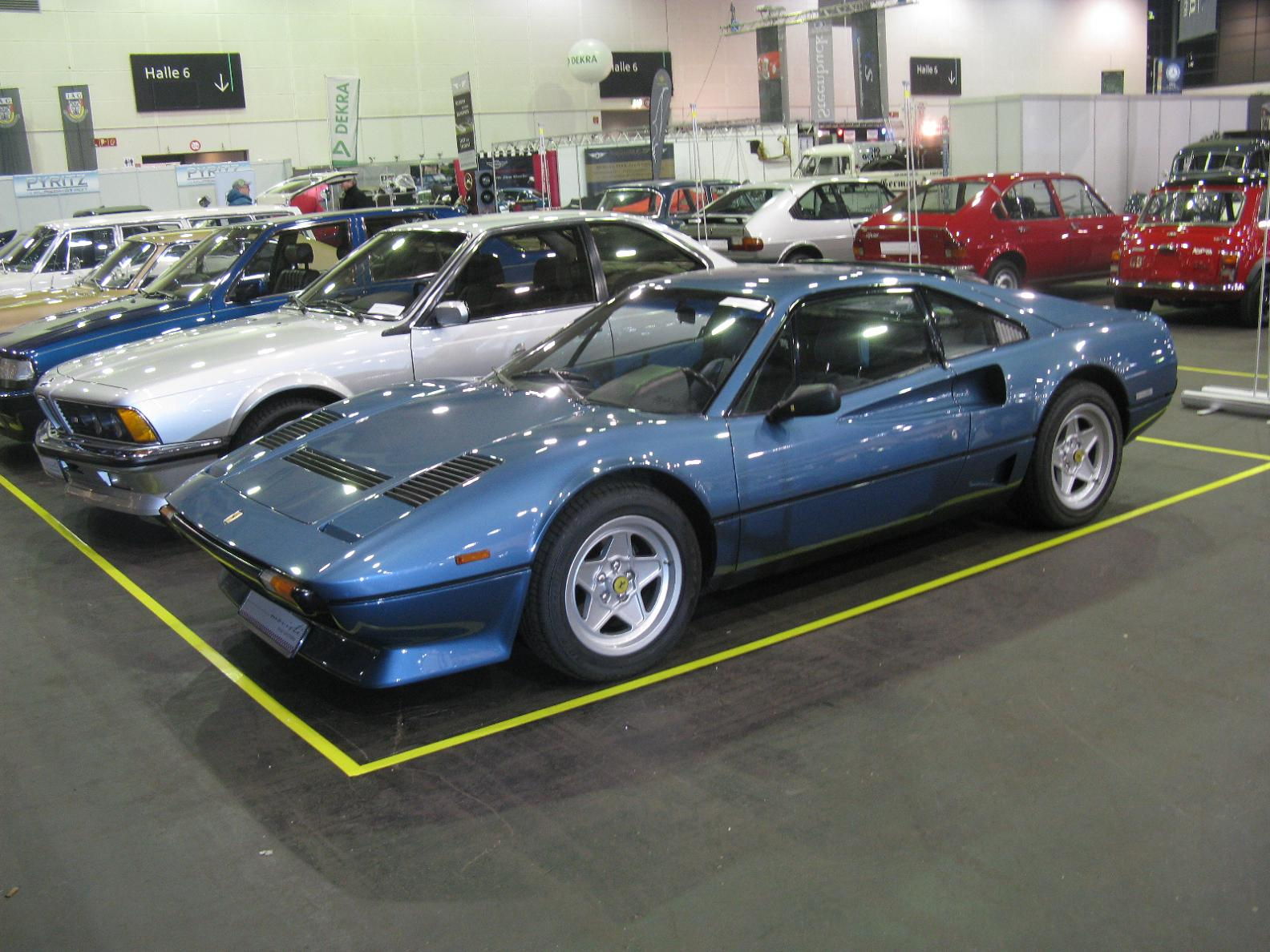
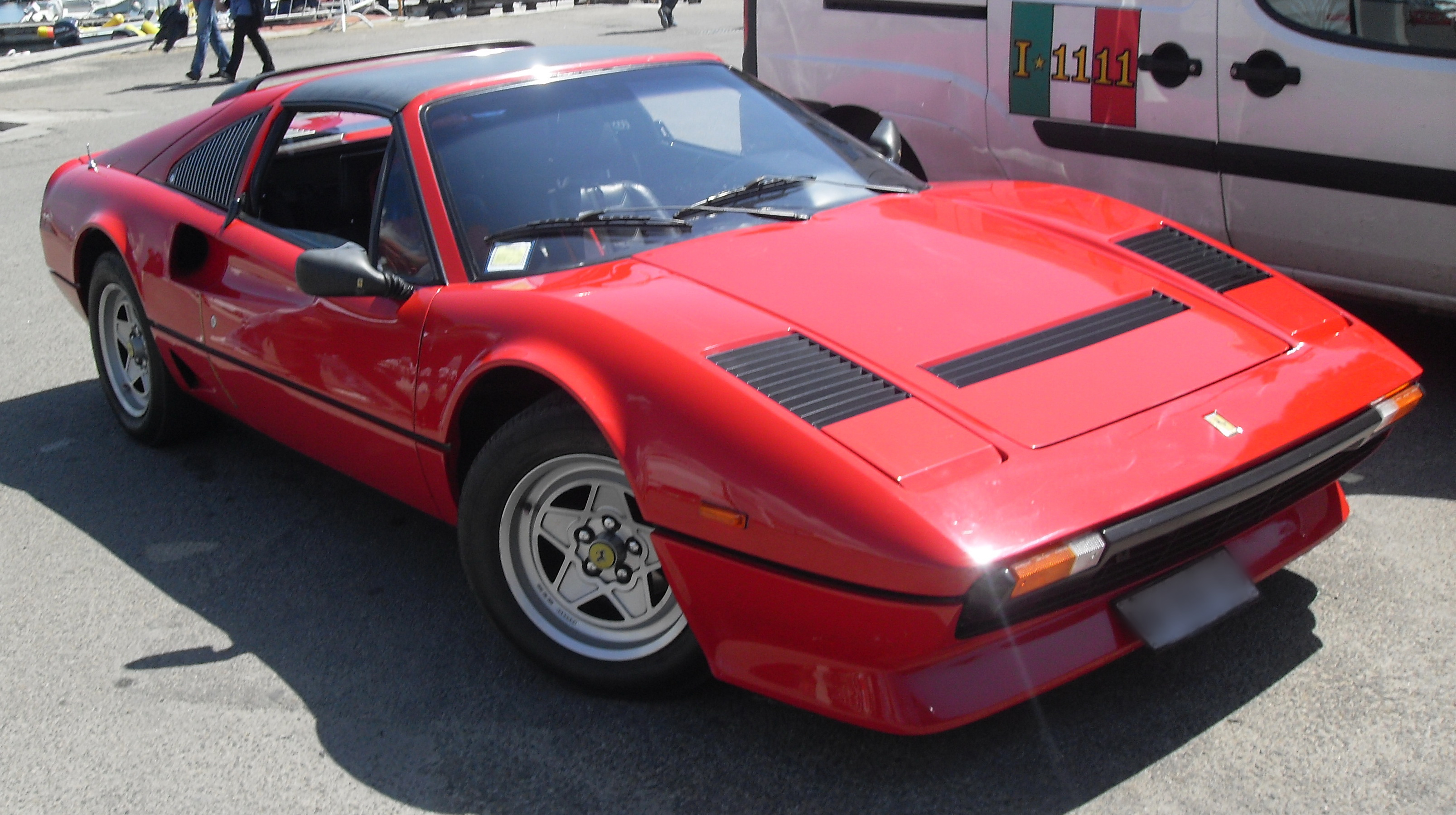

## Caractéristiques
- Moteur :
  - V8 à 90° en position centrale arrière
  - 16 soupapes
  - 1991 cm3
  - 220 ch à 7000 tr/min
  - 240 N m à 4800 tr/min
  - injection indirecte bosh K jetronic
  - turbocompresseur KKK (1,6 bar) + intercooler
  - (alésage X course (en mm)): 66,8 X 71
- Transmission :
  - par propulsion (roues arrière)
  - boite mécanique à 5 rapports
- Châssis et trains AV et AR :
  - freins AV et AR à disques ventilés
  - suspensions AV et AR à triangles superposés
  - direction à crémaillère
  - dimensions (L X l X h): 4,23/1,72/1,12
  - empattement: 2,34 m
  - poids: 1232 kg
  - pneu AV: 205/55 VR 16
  - pneu AR: 225/50 VR 16
- Performances :
  - vitesse maxi: 247 km/h
  - 0 à 100 km/h: 6.3 s
  - 400 m DA: 15.2 s
  - 1000m DA: 25,7 s
  - rapport poids/puissance: 5,626 kg/ch
  - rapport puissance/litre: 109,995 Ch/l
  - consommation: environ 15L/100 km

La Ferrari 208 GTB Turbo a été produite à 437 exemplaires de 1982 à 1986.